# Cirriformia afer
Cirriformia afer är en ringmaskart som först beskrevs av Ehlers 1908.  Cirriformia afer ingår i släktet Cirriformia och familjen Cirratulidae. Inga underarter finns listade i Catalogue of Life.